# Donald Chamberlin
Donald D. Chamberlin (San Jose, 21 dicembre 1944) è un informatico statunitense, noto per aver ideato e fornito le specifiche del linguaggio SQL insieme a Raymond Boyce. Ha anche fornito un contributo significativo allo sviluppo di XQuery e System R.